# Latinská rčení, T
V tomto článku jsou uvedena některá známá latinská rčení, začínající písmenem T.
Latina měla na evropskou kulturu hluboký a dlouho trvající vliv. Od římské antiky přes křesťanství a humanismus až do 18. století byla její znalost u vzdělaných lidí samozřejmostí. V některých oborech se s latinskými názvy stále pracuje, užívají se různé obraty a ve starší literatuře se najde množství latinských citátů. Protože latinských obratů, rčení a přísloví je mnoho, je seznam vybraných seřazen podle abecedy a rozdělen podle počátečních písmen do samostatných článků.

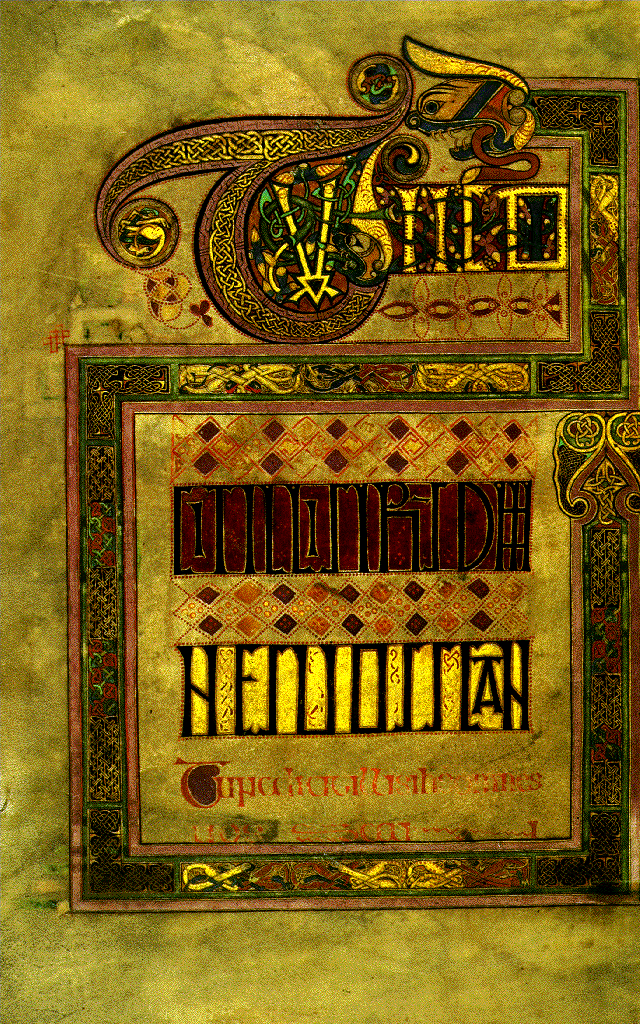
Iniciála T (Book of Kells, Irsko, 8. stol.)

A
B
C
D
E
F
G
H
I
L
M
N
O
P
Q
R
S
T
U
V

## Ta
- Tabula gratulatoria – „seznam blahopřání “
- Tabula rasa – „smazaná (vosková) tabulka“, prázdný list; nepopsaný, čistý, neposkvrněný
- Tabula votiva – „votivní deska“, poděkování Bohu nebo bohům za splněné přání
- Tacito consensu – „s mlčenlivým souhlasem “
- Tædium vitæ – „omrzelost životem“ (Aulus Gellius)
- Talis hominibus fuit oratio, qualis vita. – „Lidé mluví tak, jak žili“ (Seneca mladší, Listy Luciliovi 114,1)
- Talis qualis – „jako takový“, jaký je
- Tam deest avaro, quod habet, quam quod non habet. – „Lakomci chybí stejně to, co má, i co nemá“
- Tam similis et quam ovo ovum. – „Podobný jako vejce vejci“ (Seneca)
- Tamen (est) laudanda voluntas. – „Snaha si však zaslouží pochvalu.“ (Ovidius)
- Tandem – „konečně“
- Tandem bona causa triumphat. – „Dobrá věc nakonec zvítězí.“
- Tandem patientia victrix. – „Trpělivost nakonec zvítězí. “
- Tantæ molis erat Romanam condere gentem. – „Tolik námahy stálo založit římskou obec.“ (Vergilius, Aeneis 1,33)
- Tanto brevis omne, quanto felicior tempus. – „Každý čas je tím kratší, čím je šťastnější“ (Plinius mladší, Dopisy 8.14.10)
- Tantum devolutum, quantum appellatum – odvolání znamená odklad
- Tantum ergo... – „Tuto tedy svátost... “, začátek liturgického hymnu ke Svátosti oltářní
- Tantum ne noceas, com vis prodesse, memento. – „Jen dávej pozor, abys – když chceš pomoci - neuškodil“ (Ovidius, Žalozpěvy 1.1.101)
- Tantum religio potuit suadere malorum. – „K tolika zlému svedlo lidi náboženství“ (Lucretius)
- Taurum tollet, qui vitulum sustulerit. – „(Jednou) zvedne býka, kdo zvedá tele“ (Petronius o Milónovi z Krotónu, který prý denně zvedal tele, až vyrostlo v býka

## Te
- Te Deum laudamus... – „Tebe, Boha, chválíme... “, začátek liturgického hymnu
- Te ipsum cura, medice. – „Lékaři, uzdrav sám sebe “
- Tempora heroica – „hrdinské časy“
- Tempora labuntur tacitisque senescimus annis. – „Čas plyne a tichými léty stárneme“ (Ovidius, Kalendář 6,771)
- Tempora mutantur et nos mutamur in illis. – „Časy se mění a my se měníme v nich.“ (připisováno císaři Lotharovi, 9. stol.)
- Tempora ne culpes cum sis tibi causa dolorum – „Neobviňuj časy když sis své trápení způsobil sám.“ (Cato)
- Tempora si fuerint nubila, solus eris. – „Až se nad tebou stáhnou mraky, zůstaneš sám“, bez přátel (Ovidius)
- Tempus curat omnia. – „Čas všechny rány vyléčí“
- Tempus edax rerum – „Čas polyká věci“ (Ovidius)
- Tempus flendi et tempus ridenti – „Čas plakat i čas se smát“ (Bible, Kaz 3,4)
- Tempus fugit. – „Čas utíká“
- Tempus ipsum affert consilium. – „Sám čas přinese radu“ (v nesnázích)
- Tempus vulnera sanat. - „Čas vyléčí všechny rány“

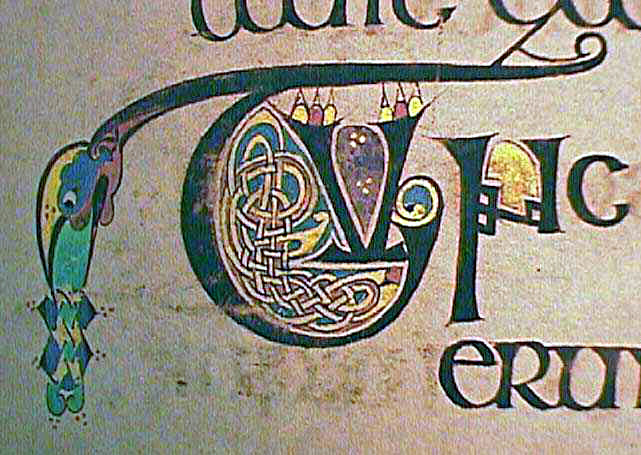
Iniciála T (Book of Kells, Irsko, 8. stol.)

- Terminus – „hranice, mez“; římský bůh mezí, později i přesně vymezený čas nebo pojem, termín
  - Terminus a quo – „termín od kdy“, počáteční
  -  Terminus ad quem – „termín do kdy“, konečný
  -  Terminus ante quem – „termín před nímž“
  -  Terminus post quem – „termín po němž“
  -  Terminus technicus – „odborný, technický pojem“
- Terra Australis incognita – „neznámá jižní země“, Australie
- Terra incognita – neznámá země = „neznámá oblast vědění“, česky „španělská vesnice“
- Terra intacta – „země nedotčená“, na kterou dosud nevstoupula lidská noha
- Terra communis mater omnium mortalium est. – „Země je společná matka všech smrtelníků“ (Livius, Dějiny 1.56.12)
- Terra firma – „pevná země, pevnina “
- Terra incognita – „neznámá země“
- Terra nullius – „ničí země“, neosídlená
- Terra, quæ lacte et melle manabat – „Země oplývající mlékem a medem“, země Izrael podle Ex 13,5
- Tertium comparationis – „to třetí ve srovnání“, totiž aspekt, v němž se dvě věci přirovnávají
- Tertium non datur – „třetí (možnost) není“, logický axiom
- Tertius gaudens – „třetí, který se raduje“ (když se dva přou)
- Testimonium paupertatis – „svědectví, potvrzení o chudobě “
- Testis non est iudicare – „svědkovi nepřísluší soudit “
- Testis unus, testis nullus. – „Jeden svědek, žádný svědek.“ (Vždy jsou třeba aspoň dva)

## Ti
- Timeo Danaos et dona ferentes! – „Bojím se Řeků, i když přinášejí dary“ (Vergilius, Aeneis 2,49); varování kněze Láokoóna před trojským koněm
- Timeor lectorem unius libri. – „Bojím se člověka, který čte jedinou knihu.“
- Timidi mater non flet. – „Matka bázlivého nepláče“ (protože se jí z boje vrátí)
- Timidus se vocat cautum; avarus parcum. – „Bázlivý si říká opatrný, lakomý si říká šetrný“ (Publilius Syrus)
- Timor Domini principium sapientiæ. – „Bázeň Boží je počátek moudrosti.“ (Bible, Př 1,7)
- Toga candida – „bílá (čisté) toga“, odznak uchazeče o úřad; odtud slovo kandidát
- Toga picta – „pomalovaná toga“, purpurová s hvězdami, roucho triumfujícího vojevůdce
- Tolle lege – „Vezmi a čti.“ Augustinus (Vyznání) vypráví, jak seděl bezradný v zahradě a uslyšel dětský hlas „Vezmi a čti!“ Otevřel Bibli a přečetl si Pavlův List Římanům, kapitolu 13; to byl začátek jeho obrácení.
- Tolluntur in altum / ut lapsu graviore raunt – „Vyneseni vzhůru, jen aby tím hůře spadli“ (Claudianus, Proti Rufinovi 1.3.22)
- Tota erras via. – „Celou cestu (života) bloudíš“ (Terentius)
- Toto pectore – „z celého srdce“
- Totus mundus agit histrionem. – „Celý svět jedná jako herec“ (Jan ze Salisbury podle Petronia)
- Tres bonæ matres pariunt tres malos filios: veritas odium, pax ocium, nimia familiaris contemptum. – „Tři dobré matky zrodily tři špatné děti: Pravda nenávist, mír lenost a přílišná důvěrnost pohrdání“ “
- Tres faciunt collegium. – „Tři dělají společnost (kolegium)“, původně o soudním kolegiu, později o univerzitním
- Treuga Dei – „Boží příměří“ v raném středověku: od středy do pondělí zakazovala církev boje mezi šlechtici.

## Tu
- Tu autem – „Ale ty... “
- Tu es Petrus et super hanc petram ædificabo ecclesiam meam. – „Ty jsi Petr, to je skála, a na té skále vybuduji svou církev.“ (Bible, Mt 16,18)
- Tu felix Austria nube. – „Ty, šťastné Rakousko, se žeň“ (nemusíš válčit, protože své území rozšiřuješ sňatky)
- Tu quoque fili (Brute)? – „Ty také, synu?“; César k Brutovi, když ho spatřil mezi svými vrahy.
- Tu si hic sis, aliter sentias. – „Kdybys byl zde, soudil bys jinak“ (Terentius)
- Tua est, o Deus, gloria. – „Tobě, Bože, patří sláva“
- Tua me ad religionis habitum iusssio, non divina traxit dilectio. – „Z tvého příkazu, ne z lásky k Bohu, jsem se stala jeptiškou.“ (Héloise v dopise svém bývalému milenci Abélardovi)
- Tua res agitur. – „Jde o tvoji věc“ (Horatius)
- Tunica propior pallio est – „Košile je bližší než plášť“ (Plautus, Trojgroš 1154)